# Organizație 501(c)(3)
O organizație 501(c)(3) este, în Statele Unite ale Americii, o corporație, fiducia, parteneriat fără personalitate juridică sau altă organizație scutită de impozitul pe venit federal în conformitate cu secțiunea 501(c)(3) din titlul 26 din Codul Statelor Unite ale Americii. Este unul dintre cele 29 de tipuri de organizații fără scop lucrativ 501(c) din Statele Unite. 
Scutirile fiscale de la articolul 501(c)(3) se aplică entităților care sunt organizate și funcționează exclusiv în scopuri religioase, caritabile, științifice, literare sau educaționale, pentru a efectua teste de siguranță publică, pentru a promova competiții sportive de amatori naționale sau internaționale sau pentru prevenirea cruzimii împotriva copiilor, femeilor sau animalelor. 
Scutirea de impozit 501(c)(3) se aplică, de asemenea, oricărei fundații, fond, asociații cooperatiste sau fundații comunitare care nu sunt înființate în cadrul unei companii organizate și operate exclusiv în aceste scopuri. Există, de asemenea, organizații de sprijin, care sunt afiliate altor organizații. 
Titlul 26 prevede o deducere fiscală în scopuri fiscale federale pentru unii donatori care aduc contribuții caritabile la majoritatea tipurilor de organizații 501(c)(3), printre altele. Reglementările specifică ce deduceri trebuie verificate pentru a fi permise (de exemplu, chitanțele pentru donații mai mari de 250$). 
Datorită deducerilor fiscale asociate donațiilor, pierderea statutului de 501(c)(3) poate fi avea un impact foarte mare asupra continuarea operațiunilor unei organizații de caritate, întrucât multe fundații și programe caritabile ale corporațiilor nu acordă donații către o instituție de caritate fără un astfel de statut, iar donatorii individuali nu donează adesea unei organizații fără acest statut din cauza lipsei de deduceri fiscale.